# Stepanenkove (Postolne), Sumî
Stepanenkove (în ucraineană Степаненкове) este un sat în comuna Postolne din raionul Sumî, regiunea Sumî, Ucraina.

## Demografie
Componența lingvistică a localității Stepanenkove
     Ucraineană (94,19%)
     Rusă (5,43%)
Conform recensământului din 2001, majoritatea populației localității Stepanenkove era vorbitoare de ucraineană (94,19%), existând în minoritate și vorbitori de rusă (5,43%).